# Осмотрительный (эсминец, 1944)
«Осмотрительный» — эскадренный миноносец проекта 30-К, служил в составе Северного флота ВМС СССР.

## История
Эсминец был заложен 5 мая 1940 на Севмаше, известном тогда как завод № 402. 25 сентября 1940 года был зачислен в списки кораблей ВМФ. На воду был спущен 24 августа 1944, в строй вступил 29 сентября 1947. 1 октября 1947 вошёл официально в состав Северного флота.
Нёс службу до 8 апреля 1958, затем был выведен из состава флота и переформирован в ПКЗ. 9 мая того же года был переформирован в ЦЛ, но 17 сентября снова стал плавучей казармой. Окончательно был исключён из списков судов 15 мая 1961 и стал учебной мишенью. В том же году был потоплен 6 ноября ракетным крейсером «Грозный» во время учебных стрельб.